# Rk 62
El Rk 62 es un fusil de asalto producido en Finlandia por las empresas SAKO y Valmet. Es el arma estándar de las Fuerzas Armadas de Finlandia.

## Diseño
El RK 62 diseñado en 1962 está basado en el AK-47 soviético. Emplea la misma munición que el AK-47 (7,62 x 39) ; ambas empresas produjeron 350.000 fusiles RK62 entre 1965 y 1994. El Rk 62 cuenta con una bocacha apagallamas, y una muesca para un cuchillo bayoneta específico, que puede emplearse como un puukko, que es un cuchillo tradicional de este país. Este fusil, junto a su variante mejorada RK 95 TP, son considerados por muchos expertos de armas como las mejores variantes del AK-47 del mundo debido a sus materiales, mano de obra y estándares de calidad más exigentes y superiores.

## Versiones
La primera versión, llamada Rk 60, fue producida en 1960 y era internamente casi una copia del AK-47. Tenía una culata metálica tubular y un guardamano con pistolete hecho de plástico. Los primeros prototipos, muy similares a los Kalashnikovs hechos bajo licencia en Polonia, tenían culatas de madera de abedul teñida. Después de ser probados por las fuerzas armadas, el Rk 60 fue ligeramente modificado con nuevos, guardamanos ligeramente rediseñados y restauración de la protección del gatillo fue adoptado como el 7,62 Rk 62. El Rk 62 es considerado una variante de gran calidad del AK-47. Esto se nota especialmente en su precisión, ya que frecuentemente logra impactos con una dispersión menor a un minuto de arco. El fusil emplea un alza dióptrica plegable, que al plegarse deja al descubierto un alza abierta con incrustaciones de tritio para tiro nocturno. El punto de mira también tiene un modo de empleo nocturno. Luego del entrenamiento básico, un 30% de los reclutas finlandeses pueden lograr 93 o más puntos disparando con el Rk 62 10 cartuchos a 150 m, a un blanco cuyo centro (10 puntos) mide 100 mm.
El fusil de asalto israelí IMI Galil está basado en el Rk 62. La versión civil del Rk 62 se denomina M62S y es casi idéntica, con la excepción de no contar con la opción del selector de fuego automático. Valmet también ha producido una variante para cacería, empleando un posterior desarrollo del cajón de mecanismos del Rk 62, llamada Valmet Petra, siendo "petra" el viejo término finlandés para ciervo; calibrado originalmente para 7,62 x 51 OTAN y .243 Winchester, posteriormente también para .30-06 Springfield (7,62 x 63) y modificado a pedido al 9,3 x 62. El Petra fue vendido como el "Valmet Hunter" en los Estados Unidos y Canadá. Es muy diferente del Rk 62, ya que su culata y guardamanos son de madera y el gatillo ha sido mudado al extremo del cajón de mecanismos. 
A modo de anécdota, los reclutas pronto observaron la versatilidad de los cargadores del Rk 62 al emplearlos como destapadores de botellas de cerveza. Este uso dañaba los cargadores, causando problemas en la alimentación del fusil. Los israelíes introdujeron un destapador integrado en el Galil para evitar daños en los cargadores. El Ejército Finlandés ha reemplazado parcialmente los cargadores metálicos por cargadores de polímero.

## Variantes

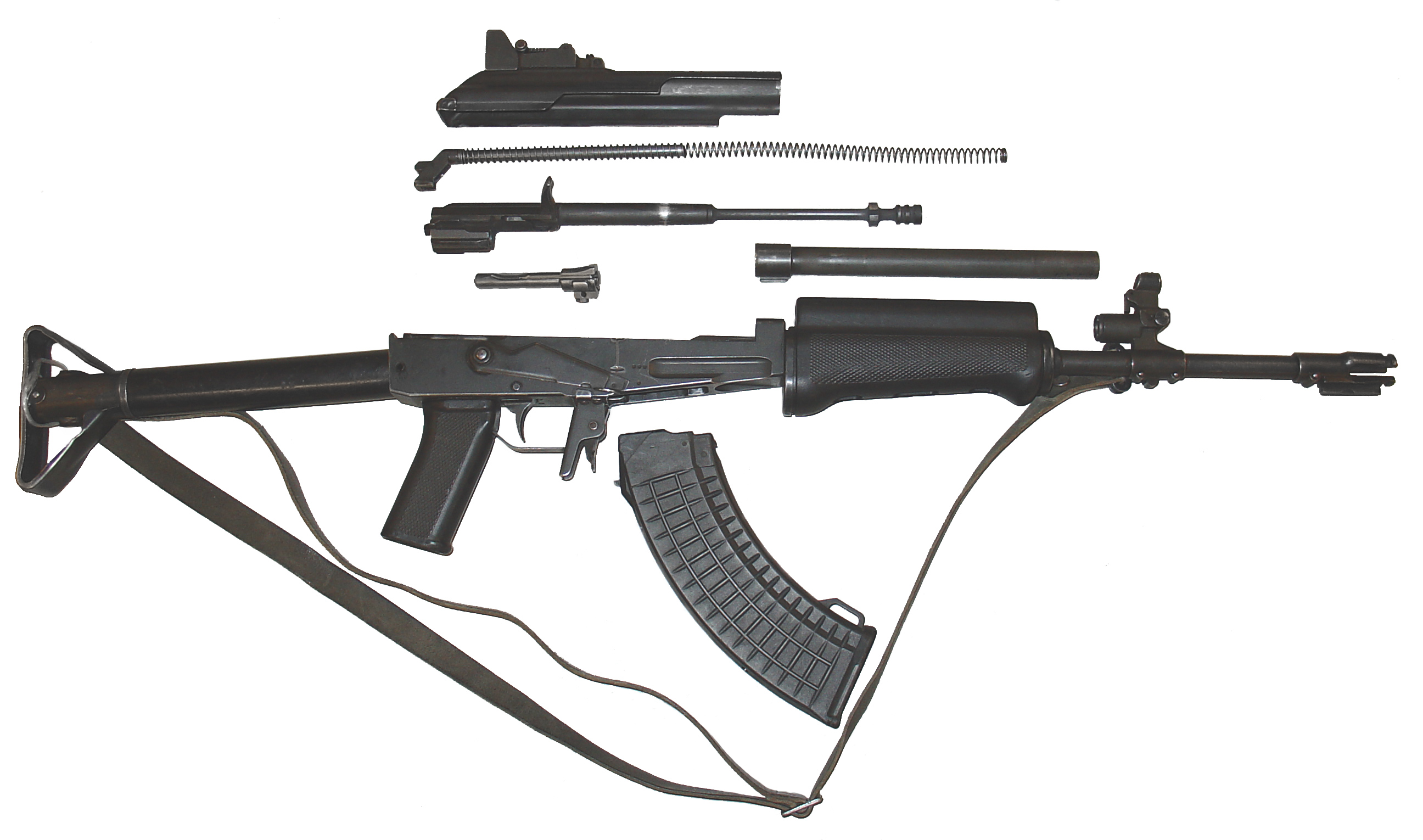
Un Rk 62 desarmado.

Otras versiones de esta arma son el Valmet M76, que es una versión con el cajón de mecanismos hecho de chapa de acero estampada, lo que reduce su peso a 3,5 kg. La más reciente versión es el Rk 95 TP, que es capaz de disparar granadas de fusil, se le puede montar un silenciador, mira telescópica y tiene una culata plegable, entre otras mejoras. Es empleado en cantidades limitadas por las Fuerzas Armadas Finlandesas. Como Sako compró la división de armas ligeras de Valmet, el Rk 95 es fabricado únicamente por Sako. La versión naval del Rk 62 tiene una culata plegable para facilitar su almacenamiento.
Una versión especial del Rk 62 que tiene la culata del Rk 95, selector de fuego y posibilidad de instalar miras telescópicas, es utilizada en un curso especial de los guardias fronterizos finlandeses. 

## Modelos
- Valmet Rk 62 (culata fija)

- Valmet Rk 76W (de culata de madera) en calibre 7,62 x 39 mm

- Valmet M76F (culata plegable) en calibre 5,56 x 45 OTAN (.223 Remington)

- Valmet Sako Rk 95 (de culata plegable) de calibre 7,62 x39 mm